# Басс, Ричард
Ричард (Дик) Басс (англ. Richard «Dick» Bass; 21 декабря 1929, Талса — 26 июля 2015, Даллас) — владелец горнолыжного курорта «Сноубёрд» (Snowbird), совладелец планируемой самой большой угольной шахты на Аляске Chuitna Coal Project и первый человек в мире, покоривший все Семь вершин — высочайшие вершины всех частей света.

## Биография
Ричард Басс родился 21 декабря 1929 года в городе Талса. В 1932 году с семьёй переехал в Техас, там получил среднее образование в Школе Святого Марка (St. Mark's School), а в возрасте 16 лет поступил в Йельский университет, который окончил в 1950 году по специальности «Геология». В 1951—1953 годах служил на флоте, ходил на авианосце «Эссекс», участвовал в боевых действиях в Корее. После службы вернулся в Техас, чтобы принять участие в семейном бизнесе, связанном с нефтью, газом и скотоводчеством.
В 1971 году Басс открыл собственное дело, став хозяином горнолыжного курорта «Сноубёрд» (Snowbird). В начале 1980-х решил стать первым человеком, который покорит все Семь вершин — высочайшие вершины семи частей света. Первая его попытка, восхождение на Эльбрус в 1981 году, окончилась неудачей. Наконец, 21 января 1983 года он побывал на вершине горы Аконкагуа — своей первой из Семи вершин, а 30 апреля 1985 года покорил (с четвёртой попытки) последнюю, Эверест (под руководством Дэвида Бришерса (англ. David Breashears), известного тем, что это был первый американец, покоривший Эверест дважды). Таким образом, в этот день Басс установил два мировых рекорда: первый человек, покоривший все Семь вершин, и самый старый человек (на то время ему было пятьдесят пять с половиной лет), покоривший Эверест. Последнее звание продержалось за ним вплоть до 1994 года, когда Эверест был покорён шестидесятилетним венесуэльцем. В марте 2003 года 73-летний Басс хотел вернуть себе этот титул, но повторное восхождение на Эверест окончилось для него неудачей.
О своих восхождениях Ричард Басс, в соавторстве с Фрэнком Уэллсом (англ. Frank Wells) и Риком Риджуэем, в 1986 году написал книгу «Семь вершин».
Ричард Басс скончался 26 июля 2015 года в Далласе, штат Техас, от лёгочного фиброза.